# Антия
Шахинлар (Борисово между 1914 и 1920 г.) (на гръцки: Άνθεια, Антия) е село в Западна Тракия, Гърция в дем Дедеагач със 780 жители (2011).

## География
Селото е разположено на единадесет километра източно от Дедеагач и на пет километра от брега на Бяло море. То се намира на около 20 метра надморска височина, сред обширна плодородна равнина, която достига до самото крайбрежие на морето.

## Население
Населението на Шахинлар (Борисово) наброява 780 жители според преброяването от 2011 г. Това го нарежда сред най-големите села в дем Дедеагач.
Численост на населението според преброяванията през годините:
| 1961 | 1971 | 1981 | 1991 | 2001 | 2011 |
| ---- | ---- | ---- | ---- | ---- | ---- |
| 934  | 786  | 779  | 725  | 862  | 780  |

## Име
Името на селото произлиза от тур. şahinler (ястреби, мн. ч. на şahin (шахин) „ястреб“). Много скоро след заселването си в него, в края на март 1914 г., българското население го преименува на Борисово. Сегашното си гръцко наименование Антия (от гр. άνθος (цвете, цвят на дърво)) то получава след 1920 г.

## История
Преди Балканската война Шахинлар е било селище с изцяло турско население, което избягва по време на бойните действия. След края на Междусъюзническата война селото е предвидено за заселване на българи – бежанци от Източна Тракия. Там биват настанени около 420 семейства от разореното българско село Булгаркьой. В повечето случаи те са останали без мъже, които са били убити от турската армия. През март 1914 г. в градчето, получило новото име Борисово, биват открити за нуждите на бежанците начално училище, прогимназия и черква. То е и едно от населените места в Дедеагачко, за които до ноември 1914 г. български инженерни бригади изработват първият регулационен план и прилагат върху терена уличната и дворната регулация.
Селото, заедно с цялата територия на днешния дем Дедеагач, е завладяно от българските войски в началото на ноември 1912 г. и официално влиза в границите на България след сключването на Царградския договор от 16 септември 1913 г. След подписването на Ньойския договор от 27 ноември 1919 г. то е предадено под управлението на Антантата до май 1920 г., когато попада под гръцка власт.

## Икономика
Главният поминък на населението е земеделието. Основните култури, които се отглеждат, са жито, памук и царевица, докато животновъдството също е достатъчно добре застъпено.

## Редовни събития
От 1995 г. насам в началото на месец юли в селото се провежда Общогръцкият фестивал за традиционни танци и песни, организиран от местното културно дружество „Спартакос“. Продължителността му е 2 – 3 дни, а към 2023 г. вече има двадесет и шест издания.